# 三门坡镇
三门坡镇是中国海南省海口市琼山区的一个镇，东交文昌市东路镇，南靠大坡镇、甲子镇，西邻旧州镇，北接红旗镇、大致坡镇，总占地面积71．08平方公里。镇人民政府驻三门坡圩，距府城45公里。因圩址座落于高坡顶端，且地处通往琼山、三亚、文昌三叉路口上，故得名。三门坡镇境内有国营红明农场。 

## 行政概况
三门坡镇辖1个社区、10个行政村：
- 庆丰社区
- 新德村
- 文岭村
- 美城村
- 龙马村
- 谭文村
- 谷桥村
- 文蛟村
- 清泉村
- 友爱村
- 乐来村